# Aethalides
Aethalides (Oudgrieks: Αἰθαλίδης) was in de Griekse mythologie de zoon van de god Hermes en Eupolemia, dochter van Myrmidon. Over hem is niet veel bekend. Volgens Hyginus werd hij geboren in Larissa. In de Argonautica van Apollonius van Rhodos brengt hij berichten over en draagt hij zorg voor de scepter van zijn vader, Hermes. Later ontvangt hij samen met Telamon van de vorst Aietes de 'barre tanden van de slang, Aonisch monster' die door Cadmus was gedood. De Byzantijnse schrijver Tzetzes voegt eraan toe dat Aethalides een redenaar was die veel schreef en die tegelijk lachte en huilde om de vergankelijkheid van het leven.
Apollonius schreef dat Hermes zijn zoon de gave gaf om zich alles eeuwig te herinneren, en verwijst daarbij naar reïncarnatie. Dat was een leerstelling van de pythagoreeërs, en volgens onder andere Heraclides van Pontus zou de ziel van Aethalides uiteindelijk zijn gereïncarneerd als Pythagoras.